# Welcome To The Jungle (álbum)
Welcome To The Jungle (Bienvenidos a la Jungla) es el primer álbum de estudio del artista Franco el Gorila lanzado en 2009, del sencillo He Querido Quererte

## Recepción
El álbum debutó top 17 en Top Latin Albums de Billboard.